# Walstromita
La walstromita és un mineral de la classe dels silicats. Va ser anomenada en honor de Robert E. Walstrom, geòleg i recol·lector de minerals.

## Característiques
La walstromita és un silicat de fórmula química BaCa₂(Si₃O9). Cristal·litza en el sistema triclínic. Els seus cristalls són de gairebé equants a prismàtics curts; en grans
que poden ser d'anèdric a subèdrics, de fins a 1,5 cm. La seva duresa a l'escala de Mohs és 3,5.
Segons la classificació de Nickel-Strunz, la walstromita pertany a «09.CA - Ciclosilicats, amb enllaços senzills de 3 [Si₃O9]6- (dreier-Einfachringe), sense anions complexos aïllats» juntament amb els següents minerals: bazirita, benitoïta, pabstita, wadeïta, calciocatapleiïta, catapleiïta, pseudowol·lastonita, margarosanita i bobtrail·lita.

## Formació i jaciments
La walstromita es troba disseminada en roques metamòrfiques amb gneiss de sanbornita-quars, especialment quan el contingut de quars és alt. Va ser descoberta al dipòsit Rush Creek, al Big Creek-Rush Creek District (Comtat de Fresno, Califòrnia, Estats Units). També ha estat descrita a altres indrets de Califòrnia i a Wilson lake, al mont Itsi (Yukon, Canadà).
Sol trobar-se associada a altres minerals com: sanbornita, quars, wol·lastonita, celsiana, taramel·lita, pirrotita, pirita, witherita, fresnoïta.